# Kalamos (Isole Ionie)
Kalamos (in greco Κάλαμος?) è un'isola della Grecia situata nel Mar Ionio. Dal punto di vista amministrativo è una ex comunità nella periferia delle Isole Ionie (unità periferica della Leucade) con 543 abitanti secondo i dati del censimento 2001.
È stata soppressa a seguito della riforma amministrativa, detta Programma Callicrate, in vigore dal gennaio 2011 ed è ora compresa nel comune di Leucade.

## Geografia fisica
L'isola è situata a 1,4 miglia nautiche dalla costa, servita con traghetti per la città di Mytikas e dall'isola di Kastos. Il punto più elevato sorge a 754 metri sul livello del mare.

## Flora e fauna
Caratteristiche di quest'isola sono le foreste di pini, situate prevalentemente nella parte settentrionale. Alcune varietà sono ritrovabili esclusivamente su Kalamos

## Amministrazione
Dal 2011 l'isola è parte del comune di Leucade. I residenti vivono in due villaggi: Kalamos (483 abitanti), situato nella parte orientale dell'isola, è il centro principale. Nella costa nord-occidentale c'è il villaggio di Episkopi (60 abitanti). Da entrambe le località partono i traghetti per la terraferma e sono collegate tra loro da una strada recentemente rifatta. Il villaggio di Porto Leone, così chiamato dai veneziani che esplorarono l'isola, è abbandonato in seguito al terremoto che ha colpito l'isola negli anni cinquanta.

## Economia
La principale risorsa per gli abitanti è rappresentata dal turismo.